# Hutton Gibson
Hutton Peter Gibson (Peekskill, 26 agosto 1918 – Thousand Oaks, 11 maggio 2020) è stato uno scrittore statunitense, veterano della seconda guerra mondiale, sostenitore del sedevacantismo.

## Biografia
Era figlio dell'imprenditore John Hutton Gibson e della cantante lirica Eva Mylott e padre di 11 figli, due dei quali sono gli attori Mel e Donal.
Nel 1968 Gibson apparve nel quiz televisivo Jeopardy!.

### Pensiero, critiche e teorie
In vita Gibson fu un aperto critico del Concilio Vaticano II, della Chiesa cattolica e di quei cattolici tradizionalisti, come la Fraternità sacerdotale San Pio X, che rifiutano il sedevacantismo.
Affermava che il Concilio Vaticano II fosse stato "un complotto massonico sostenuto dai giudei".
Sostenne inoltre varie teorie del complotto. In un'intervista del 2003 mise in discussione che i nazisti avessero potuto smaltire sei milioni di corpi durante l'Olocausto e disse che l'11 settembre 2001 gli attacchi fossero stati perpetrati tramite telecomando.

#### Creazione della congregazione sedevacantista
Nel 2006, la fondazione di Gibson, la World Faith Foundation of California, finanziata da Mel Gibson, acquistò una struttura ecclesiastica preesistente nel sobborgo di Pittsburgh di Unity, in Pennsylvania, e la utilizzò per fondare una congregazione sedevacantista tridentina chiamata "Cappella Cattolica Romana di San Michele Arcangelo". Il Reverendo Leonard Bealko, presumibilmente un ex prete cattolico che aveva lasciato volontariamente la chiesa nel 1986, fu nominato pastore. A metà del 2007, Gibson e i suoi compagni di congregazione avevano licenziato Bealko e sciolto la congregazione, accusandolo di aver travisato le sue credenziali e di averne gestito male le finanze.

### Morte
Nel 2010, all'età di 92 anni, Gibson si è sottoposto a terapia con cellule staminali. Gibson è morto in un centro medico di Thousand Oaks, in California, l'11 maggio 2020, all'età di 101 anni.

## Opere
- Hutton Gibson, Is the Pope Catholic?: Paul VI's Legacy: Catholicism?, Australian Alliance for Catholic Tradition, 1978, ISBN 9780731650149
- Hutton Gibson, Time Out of Mind, Australian Alliance for Catholic Tradition, 1983
- Hutton Gibson, The Enemy is Here!, Christian Book Club of America, 1994, ASIN B000AN33ZQ
- Hutton Gibson, The Enemy is Still Here!, Faith & Freedom Publishing, 2003, ASIN B000AMYR2A